# إيكا أونو
إيكا أونو (باليابانية: 大野愛果؛ بالكانا: おおの あいか) هي منتجة أسطوانات ومغنية مؤلفة ومغنية وملحنة يابانية، ولدت في 7 سبتمبر 1977 في أوساكا في اليابان.

## وصلات خارجية
- الموقع الرسمي
- إيكا أونو على موقع ميوزك برينز (الإنجليزية)
- إيكا أونو على موقع ANN person (الإنجليزية)